# Pinta (Krankheit)
Pinta ist eine Hautkrankheit, die bei Menschen in Mexiko, Zentral- und Südamerika vorkommt. Sie wird durch Infektion mit Treponema pallidum carateum verursacht und gehört zu den tropischen Treponematosen. Im Verlauf können sich als Leukoderma bezeichnete, depigmentierte oder hypopigmentierte Hautstellen bilden.
Übertragen wird die Krankheit hauptsächlich über direkten Hautkontakt. Die Inkubationszeit beträgt zwischen ein und drei Wochen. Pinta ist meist chronisch und kann jahrelang andauern.
Therapiert wird dabei meist mit Benzylpenicillin.
Die Diagnose wird mikroskopisch oder serologisch durchgeführt.